# Saint-Salvadou
Saint-Salvadou é uma ex-comuna francesa na região administrativa de Occitânia, no departamento de Aveyron. Estendeu-se por uma área de 15,5 km². Em 2010 a comuna tinha 395 habitantes (densidade: 25,5 hab./km²).
Em 1 de janeiro de 2016 foi fundida com as comunas de La Bastide-l'Évêque e Vabre-Tizac para a criação da nova comuna de Le Bas-Ségala.